# Peter Steffensen
Peter Buur Steffensen (* 4. Dezember 1979) ist ein dänischer Badmintonspieler. 

## Karriere
Peter Steffensen gewann nach zwei Nachwuchstiteln in Dänemark 2001 die Croatian International. 2002 siegte er bei den Iceland International, 2003 bei den Dutch International. 2006 war er bei den Bulgarian, Italian und Finish International erfolgreich. 2008 siegte er bei den Swedish International Stockholm.

## Sportliche Erfolge
| Saison    | Veranstaltung                                    | Disziplin    | Platz | Name                                                 |
| --------- | ------------------------------------------------ | ------------ | ----- | ---------------------------------------------------- |
| 1995/1996 | Dänemark: Einzelmeisterschaften der Junioren U17 | Herrendoppel | 1     | Peter Steffensen, Herning / Jesper Woldenhof, Viby J |
| 1995/1996 | Dänemark: Einzelmeisterschaften der Junioren U17 | Mixed        | 1     | Peter Steffensen, Herning / Britta Andersen, Viby J  |
| 2001      | Croatian International                           | Mixed        | 1     | Peter Steffensen / Lene Mørk                         |
| 2002      | Iceland International                            | Mixed        | 1     | Peter Steffensen / Karina Sørensen                   |
| 2002      | Iceland International                            | Herrendoppel | 1     | Dennis S. Jensen / Peter Steffensen                  |
| 2003      | Dutch International                              | Mixed        | 1     | Peter Buur Steffensen / Helle Nielsen                |
| 2005      | Weltmeisterschaft                                | Mixed        | 33    | Peter Steffensen / Lena Frier Kristiansen            |
| 2006      | Bulgarian International                          | Herrendoppel | 1     | Rasmus Andersen / Peter Buur Steffensen              |
| 2006      | Finnish International                            | Herrendoppel | 1     | Jonas Rasmussen / Peter Steffensen                   |
| 2006      | Italian International                            | Mixed        | 1     | Peter Buur Steffensen / Mette Schjoldager            |
| 2008      | Swedish International Stockholm                  | Herrendoppel | 1     | Rasmus Andersen / Peter Buur Steffensen              |
| 2008      | Swedish International Stockholm                  | Mixed        | 1     | Peter Buur Steffensen / Julie Houmann                |